# Аминтаев, Наби Аминович
Наби Аминович Аминтаев (16 [29] декабря 1908, Кази-Кумух, Дагестанская область — 25 августа 1945) — советский военнослужащий, подполковник, мастер парашютного спорта (1935).

## Биография
Наби Аминтаев родился 16 декабря 1908 года в с. Кумух (ныне Лакский район, Дагестан). Лакец.
В 1929 году окончил Краснодарскую кавалерийскую школу, в 1931 — училище лётчиков-наблюдателей имени К. Е. Ворошилова, а в 1933 — курсы инструкторов парашютно-десантной службы ВВС Красной Армии. В 1933—1938 годах был начальником парашютно-десантной службы Военно-воздушной академии имени профессора Н. Е. Жуковского.
Аминтаев был многократным рекордсменом СССР. Также установил 4 мировых рекорда. Был первым человеком, вышедшим в стратосферу. В его активе было 1646 прыжков с парашютом. Большинство из этих прыжков были экспериментальными. Прыжки осуществлялись им в разных условиях (различная высота, время суток), из различных положений самолёта (штопор, пике, мёртвая петля, вираж, спираль). Аминтаев испытывал различные конструкции парашютов, приборов и снаряжения. Он был одним из авторов «Наставления по парашютным прыжкам Военно-воздушных Сил Красной Армии» и при написании этого «Наставления» широко использовался его опыт.
Участвовал в советско-финляндской и Великой Отечественной войнах. Занимался подготовкой и заброской парашютистов в тыл врага, участвовал в боевых операциях. 
11 августа 1945 года вместе с Порфирием Полосухиным и Георгием Голышевым на аэростате «СССР ВР-79» совершил первый в послевоенный период высотный полёт. Полёт был испытательным и по специальному заданию - на высоте 10 436 м  покинул корзину аэростата. Не раскрывая парашюта, он пролетел 150 секунд, и только за 11 секунд до успешного приземления раскрыл парашют на высоте 710 м.
Погиб при подготовке к прыжку из стратосферы с высоты 13070 метров из-за недостатка кислорода 25 августа 1945 года. Был погребён на Новодевичьем кладбище.
Был награждён орденом Ленина (один из двух первых кавалеров в Дагестане; второй — Магомед Гаджиев), целым рядом других орденов и медалей.

## Память
Именем Аминтаева названа улица в Буйнакске.
Летчик-космонавт А. А. Леонов, принимая поздравления с первым выходом человека в открытый космос, совершенном им в марте 1963 года с борта космического корабля «Восход-2», на вопрос: «Что вы испытывали, выходя впервые в истории в неизвестность?» — ответил, что и до него были люди, выходившие в неизвестность, и напомнил, что первым человеком, вышедшим в стратосферу, был Наби Аминтаев.
Муса Манаров взял с собой в космос его фотографию, отметил её штампом «Орбитальный комплекс „Мир“» и по возвращении на Землю передал её семье Н. Аминтаева.